# Stellaria patens
Stellaria patens là loài thực vật có hoa thuộc họ Cẩm chướng. Loài này được D. Don miêu tả khoa học đầu tiên năm 1825.